# Shovelware
Shovelware è un termine usato in ambito informatico e si riferisce ad un prodotto software di scarsa qualità immesso sul mercato però in grandi quantità, e che spesso appare sugli scaffali senza che se ne sia mai sentito parlare prima. Il termine "shovelware" è coniato dal suffisso "ware", che indica una merce, e la parola "shovel", badile.

## Storia
La storia dei primi shovelware parte dai tempi di Commodore e Atari.
All'epoca, infatti, quando non erano ancora state ben definite le leggi sul copyright, era d'uso comune riempire cartucce, floppy disk o CD-ROM di titoli scadenti e misconosciuti, che, assemblati in queste raccolte, venivano smerciati a poco prezzo in edicole e negozi di giocattoli. Tra le loro caratteristiche ve ne era inoltre una in particolare, ovvero l'evidente tendenza al plagio: venivano riprodotti, a volte, gli stessi identici titoli con lo stesso codice sorgente, cambiando solo il nome e qualche particolare.
Con il passare del tempo questa tendenza è svanita, e ad essa si è andata sostituendo quella degli shovelware moderni, che appaiono soprattutto su sistemi particolarmente diffusi e conosciuti presentandosi in modo da adescare utenti poco informati (vengono venduti, ad esempio, cloni di Microsoft Office per attirare gli impiegati informatici oppure videogiochi ispirati a favole e cartoni animati per attirare i bambini).

## Caratteristiche
Di recente il termine è stato utilizzato soprattutto per definire un particolare tipo di videogiochi prodotti e lanciati in sordina da software house di scarsa o nessuna notorietà.
Le caratteristiche degli shovelware games sono tante e variano da un caso all'altro: tendenzialmente si può parlare di shovelware nel caso di:
- Titoli prodotti da software house sconosciute, la cui esistenza non è confermata da nessuna rivista o sito web del settore.
- Titoli che ammiccano a film, cartoni o fumetti recentemente lanciati o che stanno vivendo un particolare periodo di interesse da parte del pubblico, ma di cui lo sviluppatore non possiede i diritti
- Sequel di prequel mai usciti, così denominati per dare ad intendere che si tratti di prodotti di successo.
- Giochi ispirati a fenomeni di costume e mode diffuse.
- Titoli di qualità terribilmente bassa, spesso a causa dello scarso budget a disposizione delle software house o della poca esperienza degli sviluppatori.